# Greg Ballard
Gregory Ballard (ur. 29 stycznia 1955 w Los Angeles, zm. 9 listopada 2016) – amerykański koszykarz, występujący na pozycji silnego skrzydłowego, mistrz NBA z 1978 roku, po zakończeniu kariery zawodniczej trener koszykarski.
W młodości grał także w baseball na pozycji pitchera. Został wybrany przez zespół Montreal Expos w 15 rundzie draftu 1973 dla wolnych agentów.

## Osiągnięcia
Na podstawie, o ile nie zaznaczono inaczej.
NCAA
- Zaliczony do:
  - I składu Pac-8 (1976, 1977)
  - II składu All-American (1977)

NBA
- Mistrz NBA (1978)[3]
- Wicemistrz NBA (1979)
- Zawodnik tygodnia NBA (13.01.1980, 24.01.1982)

Inne
- Mistrz Włoch (1988)
- Uczestnik Final Four Pucharu Saporty (1988)
- Zaliczony do Galerii Sław Sportu:
  - Uczelni Oregon
  - Stanu Oregon (1996)